# Александровка (Покровский район)
Алекса́ндровка (укр. Олекса́ндрівка) — село, Александровский сельский совет, Покровский район, Днепропетровская область, Украина.
Код КОАТУУ — 1224280501. Население по переписи 2001 года составляло 1951 человек .
Является административным центром Александровского сельского совета, в который, кроме того, входят сёла
Тихое,
Богодаровка,
Волчье,
Отрадное,
Гай,
Коломийцы,
Новоскелеватое,
Алексеевка,
Писанцы,
Червоный Лиман и входило ликвидированное село
Ягодное.

## Географическое положение
Село Александровка находится на левом берегу реки Волчья, выше по течению на расстоянии в 1 км расположено село Червоный Лиман, ниже по течению на расстоянии в ё км расположено село Богодаровка, на противоположном берегу — пгт Покровское. Через село проходят автомобильные дороги Н-15 и Т-0401.

## История
- В урочище Кут, близ села Александровка, исследованы остатки поселения и курганы эпохи поздней бронзы (II—начало I тысячелетия до н. эры).
- Село основано во второй половине XVIII века, по данным сайта Верховной Рады Украины [2] дата основания — 1905 год.
- В начале XX века здесь проживал депутат Государственной думы I созыва  И. И. Лысенко

## Экономика
- Покровский сырзавод.

## Объекты социальной сферы
- Школа.
- Детский сад.
- Высшее профессиональное училище № 75.
- Дом культуры.